# Colletes dorsalis
Colletes dorsalis is een vliesvleugelig insect uit de familie Colletidae. De wetenschappelijke naam van de soort is voor het eerst geldig gepubliceerd in 1888 door Morawitz.